# Argythamnia acutangula
Argythamnia acutangula är en törelväxtart som beskrevs av Léon Camille Marius Croizat. Argythamnia acutangula ingår i släktet Argythamnia och familjen törelväxter.
Artens utbredningsområde är Colombia. Inga underarter finns listade i Catalogue of Life.